# Jacob Werner
Jacob Werner, född 9 december 1718 i Gävle, död 15 februari 1767 i Stockholm, var en svensk juvelerare, gravör och ritlärare.
Han var son till handelsmannen Jacob Werner. Han var verksam som juvelerare och gravör i Stockholm. Han var anlitad som ritmästare vid Stora barnhuset i Stockholm. Vid hans bouppteckning räknas det upp åtskilliga kopparstycken, teckningar samt formar i gips för porträtt och medaljer. Flera av hans teckningar har ingått i privata samlingar.    